# Institut de mathématiques de l'Académie roumaine
L'Institut de mathématiques « Simion Stoilow » de l'Académie roumaine est un institut de recherche situé à Bucarest, en Roumanie. Il  est affilié à l'Académie roumaine et porte le nom de Simion Stoilow, l'un de ses fondateurs.

## Histoire
Le 29 décembre 1945, un groupe de vingt mathématiciens roumains de diverses institutions de Bucarest, dirigé par Dimitrie Pompeiu, a tenu une réunion à l'université de Bucarest en vue de créer un Institut des sciences mathématiques dont l'objectif est de « promouvoir la recherche scientifique en sciences mathématiques, par la voie de communications, conférences, publications, congrès et autres moyens propres à ce but ». Ce groupe comprenait notamment Dan Barbilian, Alexandru Froda, Alexandru Ghica, Gheorghe Mihoc, Grigore Moisil, Miron Nicolescu, Octav Onicescu, Simion Stoilow, Gabriel Sudan, Victor Vâlcovici et Gheorghe Vrănceanu. En janvier 1946, l'Institut est enregistré en tant que personne morale comme ONG auprès du tribunal du Județ d'Ilfov.
Le 9 juin 1948, le nouveau régime communiste transforme l'Académie roumaine en une institution calquée sur l'Académie des sciences de l'URSS, et en 1966 le nombre de ses centres et instituts de recherche passe de 7 à 56. Parmi les instituts nouvellement créés figure l'Institut de mathématiques de l'Académie roumaine, créé en 1949 sur la base de organisation précédente, avec la contribution de Simion Stoilow, l'un des vingt membres fondateurs à partir de 1945.
En 1974, Zoia Ceaușescu, fille de Nicolae Ceaușescu et diplômée de la Faculté de mathématiques de l'université de Bucarest, est embauchée par l'institut. Ses parents n'étaient pas enchantés de son choix d'étudier les mathématiques. Provoqué par un désaccord verbal avec Miron Nicolescu en avril 1975, Ceaușescu publie un décret de fermeture de l'Institut. La disruption de la vie scientifique qui a suivi a conduit au départ d'un certain nombre de mathématiciens de premier plan, dont Ciprian Foiaș et Dan-Virgil Voiculescu. En 1978 et avec l'aide de Zoia Ceaușescu, certains des anciens membres de l'Institut sont embauchés dans une section mathématique nouvellement créée de l'Institut national de création scientifique et technique (Institutul Național pentru Creație Științifică și Tehnică, INCREST), anciennement connu sous le nom d'Institut of Fluid Mechanics and Aerospace Research (Institutul de Mecanică a Fluidelor și Cercetări Aerospațiale, IMFCA ), qui est actuellement une société privée ( INAV SA ), détenue par Grupul SCR
Après la révolution roumaine de 1989, l'Institut de mathématiques de l'Académie roumaine (en abrégé IMAR) est rétabli le 8 mars 1990 par un décret du gouvernement roumain post-communiste. Il est placé sous l'égide de l'Académie roumaine, elle-même partiellement réorganisée par un décret du même gouvernement du 5 janvier 1990.

## Situation présente
L'IMAR est la principale institution roumaine de recherche en mathématiques, avec environ 100 chercheurs à temps plein ou à temps partiel. En 2000-2004, l'Institut était un centre d'excellence en recherche de la Commission européenne. Depuis 2008, l'IMAR a un Laboratoire européen associé en collaboration avec le CNRS. L'Institut publie deux revues scientifiques (les Mathematical Reports et la Revue roumaine de mathématiques pures et appliquées), et organise de nombreuses conférences et congrès spécialisés.
L'IMAR héberge également la Fondation Theta, un éditeur indépendant à but non lucratif de littérature mathématique scientifique, et le SNS-B, qui est un centre d'enseignement indépendant de niveau post-gradué pour guider vers la recherche les meilleurs étudiants roumains.

## Directeurs
- Dimitrie Pompéi, 1945-1954
- Simion Stoilow, 1954-1961
- Miron Nicolescu, 1961-1973
- Romulus Cristescu (ro), 1973–1975
- Gheorghe Gussi, 1990-1999
- Șerban Basarab, 1999–2004
- Vasile Brînzănescu, 2004–2012
- Lucian Beznea, 2012–